# Brasserie Drie Fonteinen
Vous pouvez aider à l'améliorer ou bien discuter des problèmes sur sa page de discussion.
- Il ne cite pas suffisamment ses sources. Vous pouvez indiquer les passages à sourcer avec {{référence nécessaire}} ou {{Référence souhaitée}}, et inclure les références utiles en les liant aux notes de bas de page. (Marqué depuis avril 2021)
- Il contient une ou plusieurs listes. Le texte gagnerait à être rédigé sous la forme d’un ou plusieurs paragraphes synthétiques, afin d’être plus agréable à lire. (Marqué depuis avril 2021)

- Archive Wikiwix
- Bing
- Cairn
- DuckDuckGo
- E. Universalis
- Gallica
- Google
- G. Books
- G. News
- G. Scholar
- Persée
- Qwant
- (zh) Baidu
- (ru) Yandex
- (wd) trouver des œuvres sur Wikidata

La Brasserie Drie Fonteinen (signifiant Trois Fontaines), appelée en néerlandais Brouwerij Drie Fonteinen, est une brasserie située à Beersel en province du Brabant flamand en Belgique. Elle produit principalement des bières de type lambic caractéristiques de la vallée de la Senne.

## Histoire
En 1883, une auberge est construite par Jacobus Vanderlinden en annexe d'une gueuzerie à Beersel. Le village en compte une dizaine à l'époque. Le nom des trois fontaines vient vraisemblablement des trois pompes à bière en porcelaine qui servaient le lambic, le faro et la kriek. L'entreprise est ensuite reprise par le fils de Jacobus Vanderlinden, Jan-Baptist Vanderlinden surnommé Tisjeke Potter.. Quand celui-ci devient bourgmestre de la commune de Beersel en 1953, il décide de vendre son auberge-gueuzerie.
Gaston De Belder et son épouse Raymonde Dedoncker reprennent l'entreprise qu'ils font prospérer si bien que, une dizaine d'années plus tard, ils doivent déménager à la Herman Teirlinckplein (place Herman Teirlinck) dans des locaux plus spacieux situés en face de l'église de Beersel. L'entreprise est alors uniquement une gueuzerie c'est-à-dire une entreprise de coupage de gueuze dont les moûts sont achetés auprès des brasseries Boon, Girardin et Lindemans.
En 1982, Gaston cède le flambeau à ses deux fils Guido et Armand De Belder. C'est en 1999 que la gueuzerie devient brasserie en brassant elle-même ces premières bières à fermentation spontanée. Une cuve d'empâtage et une chaudière sont achetées à la brasserie Piedbœuf alors que des tonneaux servant au murissement des lambics proviennent des côtes de Nuits en Bourgogne.
En 2002, Armand De Belder devient l'unique maître-brasseur, son frère s'occupant du bar restaurant contigu. La nuit du 15 au 16 mai 2009, à cause d'une défectuosité d'un thermostat de l'entrepôt, 5 000 bouteilles sont détruites et 80 000 inconsommables en tant que bières. Elles sont toutefois utilisées par la distillerie de Biercée pour créer une eau de vie de vieille gueuze baptisée Armand's Spirit. Des problèmes de bail s'ajoutant à cette catastrophe, la brasserie ne brassa plus aucune bière entre 2009 et 2012. En 2012, l'entreprise s'équipe de nouvelles installations de brassage et la production reprend.
Elle produit annuellement environ 1 000 hl de bières dont 70 % de type lambic.
La brasserie a été membre du Haut conseil pour lambiques artisanales (HORAL) jusqu'en janvier 2019.

## Principales bières
La brasserie produit des bières à fermentation spontanée :
- Oude Geuze 3 Fonteinen titrant 7 % en volume d'alcool.
- Vintage Geuze 3 Fonteinen titrant 7 % en volume d'alcool.
- Oude Kriek 3 Fonteinen titrant 7 % en volume d'alcool.
- Schaarbeekse Oude Kriek 3 Fonteinen titrant 8 % en volume d'alcool.
- Doesjel titrant 6 % en volume d'alcool.
- Armand'4 Lente (Printemps) titrant 6 % en volume d'alcool.
- Armand'4 Zomer (Été) titrant 6 % en volume d'alcool.
- Armand'4 Herfst (Automne) titrant 6 % en volume d'alcool.
- Armand'4 Winter (Hiver) titrant 6 % en volume d'alcool.

Via la brasserie De Proefbrouwerij à Lochristi, elle produit les bières suivantes :
- une bière de fermentation mixte : la Zwet.be, un stout titrant 7 % en volume d'alcool.
- trois bières de fermentation haute :
  - Beersel blond titrant 7 % en volume d'alcool
  - Beersel blond bio
  - Beersel Tarwebier, une bière blanche titrant 6 % en volume d'alcool.
- une bière de fermentation basse, la Beersel Lager titrant 6 % en volume d'alcool.